# Grand Slang
Grand Slang è un carattere tipografico senza grazie calligrafico realizzato da un grafico tedesco di nome Nikolas Wrobel. È stato pubblicato il 1º settembre 2019 dalla sua fonderia tipografica, Nikolas Type.
L'idea per il design di Grand Slang è nata dalla calligrafia americana del XX secolo e dal lavoro dei calligrafi americani Oscar Ogg e William Addison Dwiggins. Si è anche ispirata ai cartelli nei film americani degli anni '40 e '50.
Grand Slang (AFI /ɡɹˈænd slˈæŋ/) è allo stesso tempo robusto e adattabile, mescolando vari stili come la calligrafia tradizionale e contemporanea, insieme a forme di base. Include oltre 310 glifi, che coprono lettere maiuscole e minuscole, numeri, segni di punteggiatura, accenti, legature, diacritici e simboli.
Il titolo Grand Slang deriva dalle parole inglesi grand e slang. La parola grand viene utilizzata nello slang statunitense e britannico per indicare mille dollari o mille sterline.
Il carattere è disponibile online per il download nei formati di file OTF e WOFF. È utile per il design grafico, il web design, le applicazioni e gli ebook.
Grand Slang può essere utilizzato per scrivere in molte lingue europee che utilizzano l'alfabeto latino. È un software proprietario (o anche non libero), quindi è possibile utilizzarlo accettando i termini della licenza software.